# Octavie Guichard
Pour les articles homonymes, voir Belot et Guichard.
 (février 2020).
Si vous disposez d'ouvrages ou d'articles de référence ou si vous connaissez des sites web de qualité traitant du thème abordé ici, merci de compléter l'article en donnant les références utiles à sa vérifiabilité et en les liant à la section « Notes et références ».
Octavie Guichard, devenue par alliance Octavie Belot, puis Octavie du Rey de Meynières, née à Paris le 3 mars 1719 où elle est morte le 20 février 1804, est une femme de lettres et traductrice française.

## Biographie
Alors qu'elle est encore jeune, elle devient veuve d'un avocat au parlement de Paris, qui lui laisse pour toute fortune une rente de 50 livres. Se nourrissant presque exclusivement de lait, elle vend sa rente et apprend l'anglais pour effectuer des traductions. Elle s'octroie la protection de l'auteur dramatique Charles Palissot de Montenoy et du fermier général Alexandre Le Riche de La Pouplinière, qui lui font obtenir une pension de 1 500 livres. Elle traduit Samuel Johnson, David Hume et Sarah Fielding tout en écrivant elle-même de petits romans. Elle fréquente la riche bibliothèque du président du parlement, Jean-Baptiste-François du Rey de Meynières (1705-1787), qu'elle épouse en secondes noces en 1765. Devenue veuve une seconde fois, elle meurt dans l'ancienne commune de Chaillot, près de Paris, à l'âge de 86 ans.

## Publications
Traductions
- Mélanges de littérature anglaise (1759) lire sur Google Livres
- Samuel Johnson : Histoire de Rasselas, prince d'Abyssinie (1760) ; réédition : Desjonquères, Paris, 1994. lire en ligne sur Gallica
- David Hume : Histoire d'Angleterre, depuis l'invasion de Jules César jusqu'à l'avènement de Henry VII (12 volumes, 1763-1765). Comprend l'histoire de la maison de Plantagenêt, de Tudor et de Stuart [lire en ligne]
- Sarah Fielding : Ophélie, roman traduit de l'anglais (1763)

Varia
- Réflexions d’une provinciale sur le discours de Jean-Jacques Rousseau touchant l’origine de l’inégalité de condition parmi les hommes (1756) ; réédition : Octavie Belot, Réflexions d’une Provinciale sur le Discours de M. Rousseau, Citoyen de Genève, touchant l’origine de l’inégalité des conditions parmi les hommes, Édith Flammarion (dir.), Arras, Artois Presses Université, 2015 [lire en ligne]
- Observations sur la noblesse et le Tiers-État (1758) lire sur Google Livres